# 折れた矢 (1950年の映画)
『折れた矢』（おれたや、原題：Broken Arrow）は、1950年制作のアメリカ合衆国の西部劇映画。ジェームズ・スチュアート主演。
フロンティア精神を背景に、タフな主人公（ヒーロー）が無法者やインディアンを倒すという、それまでの西部劇の図式を覆し、インディアン側の視点から平和を求める彼らの姿を描いた画期的な作品。
第23回アカデミー賞で3部門（助演男優賞、脚色賞、撮影賞（カラー部門））にノミネートされたほか、第8回ゴールデングローブ賞で国際賞を受賞した。

## あらすじ
舞台はアリゾナ州。この地に金を探しにやって来たトムは傷ついたアパッチの少年を助けたのをきっかけに、アパッチを統率する族長のコチーズを訪ね、和睦を申し込むうちに彼らと友情を深め、またアパッチの少女ソンシアレイと恋におちた。トムはアパッチと白人との間の架け橋になろうと決意する。
一方、大統領の命でアリゾナに派遣されたハワード将軍は、アパッチとの和平に尽力し、トムの仲介でコチーズと会見、休戦を成立させる。これでアパッチに平穏が訪れるかにみえたが…。

## キャスト
| 役名                      | 俳優                       | NET版      | フジテレビ版 | テレビ朝日版 |
| ------------------------- | -------------------------- | ---------- | ------------ | ------------ |
| トム・ジェフォーズ        | ジェームズ・スチュアート   | 浦野光     | 垂水悟郎     | 浦野光       |
| コチーズ                  | ジェフ・チャンドラー       | 小林修     | 新田昌玄     | 小林清志     |
| ソンシアレイ              | デブラ・パジェット         | 上田みゆき | 鈴木弘子     | 鈴木弘子     |
| オリバー・O・ハワード将軍 | ベイジル・ルイスデール     |            |              |              |
| ベン・スレイド            | ウィル・ギア               |            |              |              |
| テリー                    | ジョイス・マッケンジー     |            |              |              |
| ミルト・ダフィールド      | アーサー・ハニカット       |            |              |              |
|                           | レイモンド・ブラムリー     |            |              |              |
| ジェロニモ                | ジェイ・シルヴァーヒールズ |            |              |              |

- 放送日：NET版 1969年3月29日、フジテレビ版 1973年1月26日、テレビ朝日版 1978年12月17日

## 関連作品
- ダンス・ウィズ・ウルブズ